# Kennet (district)
Kennet was van 1974 tot 1 april 2009 een Engels district in het graafschap Wiltshire en telt 74.838 inwoners. De oppervlakte bedraagt 966,6 km². De hoofdstad was Devizes. Van de bevolking was 15,7% ouder dan 65 jaar. De werkloosheid bedroeg 2,0% van de beroepsbevolking (cijfers volkstelling 2001).

## Geschiedenis
Het district Kennet werd in 1974 n.a.v. de Local Government Act 1972 opgericht door de samenvoeging van Devizes (municipal borough), Marlborough (municipal borough), Devizes Rural District, Marlborough and Ramsbury Rural District en Pewsey Rural District.
In 2009 werd het district met drie andere districten samengevoegd tot het nieuwe district Wiltshire.

## Plaatsen in het district Kennet
- Pewsey
- Tidworth